# Келли, Джонни (бегун, 1907)
Джо́н А́дельберт Ке́лли или Джо́нни Ке́лли «Ста́рший» (англ. John Adelbert Kelley (The Elder); 6 сентября 1907, Медфорд, Массачусетс, США – 6 октября 2004, Саут-Ярмут, Массачусетс, США) – американский бегун на длинные дистанции, дважды представлявший свою родную страну на Летних Олимпийских играх: в 1936 и 1948 годах.

## Смерть
Он похоронен на кладбище Куивет Нек (англ. Quivet Neck Cemetery) в Ист-Деннисе, штат Массачусетс.